# 공주 주미사지
공주 주미사지(公州 舟尾寺址)는 대한민국 충청남도 공주시 주미동에 있는 남북국 시대 신라의 주미사 절 터이다. 1982년 12월 31일 충청남도의 기념물 제38호로 지정되었다.

## 개요
주미산의 중턱에 완만하게 경사진 분지 일대에 자리 잡은 절이다.
주변에는 석등의 바닥돌과 자연 암반 위의 사리공, 탑의 부재, 자연초석, 석굴이 남아 있다. 석굴의 경우 인공의 흔적이 없는 자연동굴로 규모는 4∼5명 정도가 앉을 수 있는 작은 규모이다.
주미사는 공주의 서혈사터, 남혈사터와 함께 석굴사원이며, 출토유물로 보아 통일신라시대로 추정된다. 또한 『신증동국여지승람』에 절 이름이 있는 것으로 보아, 16세기까지 주미사가 존재하였던 것으로 보인다.

## 참고 자료
- 공주주미사지 - 국가유산청 국가유산포털